# Стад-дю-Пеї-де-Шарлеруа
«Стад дю Пеї де Шарлеруа» (фр. «Stade du Pays de Charleroi») — футбольний стадіон у місті Шарлеруа, Бельгія, домашня арена ФК «Шарлеруа».

## Історія
Стадіон відкритий 1939 року як «Стад де Мамбург». У 1999 році перейменований на «Стад дю Пеї де Шарлеруа». 2000 року арена була реконструйована та розширена до 30 000 місць у рамках підготовки до Чемпіонату Європи з футболу 2000 року, матчі якого приймала. Після реконструкції 2013 року місткість стадіону було зменшено до 26 000 глядачів. Після Чемпіонату Європи стадіон неодноразово проходив через земельні скандали, оскільки арена розташована занадто близько до житлових масивів, мешканці яких скаржилися на таке сусідство. Було навіть розроблено проект побудови на стадіоні шумо- та світлоуловлювачів, але дозволів на їх будівництво так і не було надано. Були навіть плани знести стадіон та побудувати новий у передмісті Шарлеруа. У 2010 році був представлений план будівництва нового стадіону, який входитиме до спортивного комплексу «Порт де спорт». Спортивний комплекс зі стадіоном матиме закритий легкоатлетичний зал, майданчики для волейболу, стрільби з лука, бадмінтону, бойових мистецтв, а також комерційні приміщення для офісів. Але в підсумку муніципалітет Шарлеруа вирішив оновити поточний стадіон, що і було здійснено у 2015 році. Тоді ж було зменшено місткість арени до 14 891 місця. У перспективі планується побудувати новий стадіон.  Після того, як право проведення Чемпіонату світу з футболу 2018 року, за яке спільно змагалися і Бельгія з Нідерландами, було надано Росії, будівництво нового стадіону було заморожено на невизначений термін. 